# Sociophysique
La physique sociale, ou sociophysique, est un domaine de la science qui utilise des outils mathématiques inspirés de la physique pour comprendre le comportement des foules humaines. Elle peut aussi faire référence, selon le commerce moderne, à l'analyse de phénomènes sociaux à l'aide des mégadonnées.
La physique sociale est étroitement liée à l'éconophysique, qui utilise des méthodes physiques pour décrire l'économie.

## Histoire
Les premières mentions du concept de physique sociale sont faites par le philosophe anglais Thomas Hobbes. Ainsi, en 1636, lors de la rencontre de Galilée par Hobbes à Florence, en Italie, le philosophe commence à esquisser l'idée de représenter les « phénomènes physiques » de la société en termes de lois du mouvement. Dans son traité De Corpore, Hobbes cherche à relier le mouvement des « corps matériels » aux termes mathématiques du mouvement décrits par Galilée et des scientifiques similaires de l'époque. Bien qu'il n'y ait pas de mention explicite de « physique sociale », l'idée d'examiner la société avec des méthodes scientifiques reliées aux mathématiques et à la physique est lancée.

Plus tard, dans le premier livre Les Lettres d'un habitant de Genève (1803) du penseur français Henri de Saint-Simon, celui-ci introduit l'idée de décrire la société en utilisant des lois similaires à celles des sciences physiques et biologiques. Son élève et collaborateur, Auguste Comte, est largement considéré comme le fondateur de la sociologie. Comte définit la physique sociale comme :
La physique sociale est cette science qui s'occupe des phénomènes sociaux, considérés au même titre que les phénomènes astronomiques, physiques, chimiques et physiologiques, c'est-à-dire comme soumis à des lois naturelles et invariables, dont la découverte est l'objet particulier de ses recherches.
Après Saint-Simon et Comte, le statisticien belge Adolphe Quetelet propose de modéliser la société à l'aide de probabilités mathématiques et de statistiques sociales. Le livre de 1835 de Quetelet, Essai sur la physique sociale : l'homme et le développement de ses facultés, décrit le projet d'une physique sociale caractérisée par des variables mesurées qui suivent une distribution normale, et présente une collecte de données sur plusieurs de ces variables. Une anecdote fréquemment répétée est que lorsque Comte a découvert que Quetelet s'était approprié le terme « physique sociale », il a jugé nécessaire d'inventer un nouveau terme de « sociologie » parce qu'il n'était pas d'accord avec la collection de statistiques de Quetelet.
Il y a eu plusieurs « générations » de physiciens sociaux. La première génération a commencé avec Saint-Simon, Comte et Quetelet, et s'est terminée à la fin du XVIIIe siècle avec l'historien Henry Adams. Celui-ci sépare la « physique humaine » en sous-ensembles de la physique ou de la mécanique sociales (sociologie des interactions utilisant des outils mathématiques de type physique) et de la thermodynamique sociale ou sociophysique (sociologie décrite à l'aide d'invariances mathématiques similaires à celles de thermodynamique ). Cette dichotomie est à peu près analogue à la différence entre microéconomie et macroéconomie.
Au milieu du XXe siècle, des chercheurs comme l'astrophysicien américain John Q. Stewart et le géographe suédois Reino Ajo montrent que la distribution spatiale des interactions sociales peut être décrite à l'aide de modèles gravitationnels. Des physiciens comme Arthur Iberall utilisent une approche homéocinétique pour étudier les systèmes sociaux en tant que systèmes complexes d'auto-organisation,. Par exemple, une analyse homéocinétique de la société montre qu'il faut tenir compte de variables de flux telles que le flux d'énergie, de matières, d'action, du taux de reproduction et de la valeur d'échange. Plus récemment, un grand nombre d'articles en sciences sociales utilisent des mathématiques largement similaires à celles de la physique, et décrites comme des « sciences sociales computationnelles ».

## Exemples

### Modèle d'Ising et dynamique des électeurs

Une grille de représentation 5x5 d'un modèle d'Ising. Chaque espace peut être désigné par le "spin" ±1 et les barres rouges indiquent la communication entre voisins.

L'un des exemples les plus connus en physique sociale est la relation entre le modèle d'Ising et la dynamique de vote d'une population finie. Le modèle d'Ising, en tant que modèle de ferromagnétisme, est représenté par une grille d'espaces, dont chacun est occupé par un spin (physique), numériquement ±1. Mathématiquement, l'état énergétique final du système dépend des interactions des espaces et de leurs spins respectifs. Par exemple, si deux espaces adjacents partagent le même spin, les voisins environnants commenceront à s'aligner et le système finira par atteindre un état de consensus. En physique sociale, il a été observé que la dynamique des électeurs dans une population finie obéissait aux mêmes propriétés mathématiques du modèle d'Ising. Dans le modèle de physique sociale, chaque spin dénote une opinion, par exemple oui ou non, et chaque espace représente un « votant ». Si deux espaces adjacents (votants) partagent le même spin (opinion), leurs voisins commencent à s'aligner sur leur valeur de spin ; si deux cases adjacentes ne partagent pas le même spin, alors leurs voisins restent les mêmes,. Finalement, les électeurs restants atteindront un état de consensus au fur et à mesure que "l'information circule vers l'extérieur".

Exemple de validation sociale dans le modèle Sznajd. Si deux voisins sont d'accord (en haut), alors leurs voisins sont d'accord avec eux. Si deux voisins sont en désaccord (en bas), leurs voisins commencent également à être en désaccord.

Le modèle de Sznajd est une extension du modèle d'Ising et est classé comme modèle éconophysique. Il met l'accent sur l'alignement des spins voisins dans un phénomène appelé « validation sociale ». Il suit les mêmes propriétés que le modèle d'Ising et est étendu pour observer les modèles de dynamique d'opinion dans son ensemble, plutôt que de se concentrer uniquement sur la dynamique des électeurs.

### Modèle de Potts et dynamique culturelle
Le modèle de Potts est une généralisation du modèle d'Ising qui est utilisé pour examiner le concept de diffusion culturelle tel que décrit par le politologue américain Robert Axelrod. Le modèle de diffusion culturelle d'Axelrod stipule que les individus qui partagent des caractéristiques culturelles sont plus susceptibles d'interagir les uns avec les autres, augmentant ainsi le nombre de caractéristiques qui se chevauchent et élargissant leur réseau d'interaction. Le modèle de Potts a pour avertissement que chaque rotation peut contenir plusieurs valeurs, contrairement au modèle d'Ising qui ne peut contenir qu'une seule valeur,,. Chaque rotation représente donc les "caractéristiques culturelles d'un individu... [ou] selon les mots d'Axelrod, "l'ensemble des attributs individuels qui sont soumis à l'influence sociale"". On observe qu'en utilisant les propriétés mathématiques du modèle de Potts, les voisins dont les caractéristiques culturelles se chevauchent ont tendance à interagir plus fréquemment qu'avec des voisins différents, conduisant ainsi à un regroupement auto-organisé de caractéristiques similaires,. Les simulations effectuées sur le modèle de Potts montrent toutes deux que le modèle de diffusion culturelle d'Axelrod est en accord avec le modèle de Potts en tant que modèle de classe Ising.

## Travail récent
L'utilisation moderne du terme « physique sociale » fait référence à l'utilisation de « grands volumes de données d'analyse » et les lois mathématiques pour comprendre le comportement des foules humaines. L'idée centrale est que les données sur l'activité humaine (par exemple, les enregistrements d'appels téléphoniques, les achats par carte de crédit, les trajets en taxi, l'activité Web, etc.) contiennent des modèles mathématiques caractéristiques de la façon dont les interactions sociales se propagent et convergent. Ces invariances mathématiques peuvent alors servir de filtre pour l'analyse des changements de comportement et pour détecter les modèles comportementaux émergents.